# 부대원 (스타크래프트)
부대원(영어:Trooper)은 스타크래프트 2 종족인 테란의 유닛이다. 스타크래프트 2의 캠페인과 협동전에서만 등장하는 유닛이다.

## 특징
부대원은 스타크래프트 2에서 새롭게 추가된 유닛으로 악령을 기반으로 하여 만들어진 유닛이다. 바이오닉 테란의 유닛들 중에선 가장 최종 테크트리 유닛 중에 속하는 유닛이 되며 유령과 함께 바이오닉 테란의 최종 병기 중에 하나가 된다. 부대원의 영어 이름인 Trooper을 한글로 그대로 음역하면 트루퍼가 된다. 부대원의 기본적인 능력치는 체력:45, 기본 방어력:0, 기본 공격력은 지대지 공격력과 지대공 공격력이 모두 가능하고 적한테 6의 피해를 주는 공격력을 가진다. 이외에 부대원은 다양한 무기를 사용하는 것이 가능하며 부대원이 사용가능한 무기들로는 페로막 기관단총, B-2 대구경 기관총, CPO-7 살라만더 화염방사기, 우박폭풍 발사기가 있다. 다만 부대원은 특수한 경우에서만 생산이 가능한 유닛이다. 특수한 경우에서 부대원을 생산하면 다른 테란의 최종 테크 유닛들과 조합하여 막강한 테란의 최종 조합을 만드는 것이 가능하다.

## 같이 보기
- 스타크래프트
- 테란